# 長谷成人
長谷 成人（はせ しげと、1957年9月24日 - ）は農林水産技官。水産庁次長等を経て、水産庁長官を務めた。

## 人物・経歴
東京都調布市出身。東京都立武蔵高等学校を経て、1981年に北海道大学水産学部水産増殖学科卒業後、農林水産省に入省し水産庁で主に漁業調整や資源管理を担当した。水産庁沿岸沖合課課長補佐、外務省出向、北太平洋漁業国際委員会（NPAFC）派遣、太平洋溯河性魚類委員会（NPAFC）派遣、宮崎県農政水産物部漁政課長等を経て、2004年水産庁資源管理部管理課資源管理推進室長に就任。漁業保険管理官、沿岸沖合課長を経て、2011年漁業調整課長。資源管理部審議官、増殖推進部長を経て、2016年水産庁次長。2017年岡井正男以来60年ぶり2人目となる技官出身の水産庁長官に昇格。約70年ぶりとなる漁業法の改正などの改革を進めた。2019年退任、一般財団法人東京水産振興会理事。2020年一般社団法人全国水産技術協会理事。2022年海洋水産技術協議会議長（代表）。